# Selenops feron
Selenops feron là một loài nhện trong họ Selenopidae.
Loài này thuộc chi Selenops. Selenops feron được J. A. Corronca miêu tả năm 2002.